# Cantone di Chanac
Il Cantone di Chanac era una divisione amministrativa dell'arrondissement di Mende.
È stato soppresso a seguito della riforma complessiva dei cantoni del 2014, che è entrata in vigore con le elezioni dipartimentali del 2015.
Comprendeva i comuni di:
- Barjac
- Chanac
- Cultures
- Esclanèdes
- Les Salelles